# Jiří Reichert
Jiří Reichert (cca 1811 Starý Ples – 3. července 1891 Plačice) byl rakouský rolník a politik české národnosti z Čech, během revolučního roku 1848 poslanec Říšského sněmu.

## Biografie
Narodil se ve Starém Plese do rodiny statkáře. Roku 1849 se uvádí jako Georg Reichert, majitel hospodářství v Plačicích.
Během revolučního roku 1848 se zapojil do veřejného dění, i když v rámci spolkového života byl činnou osobou již dříve. Ve volbách roku 1848 byl zvolen na ústavodárný Říšský sněm, kde zastupoval volební obvod Hradec Králové. Tehdy se uváděl coby zemědělec  a řadil se k sněmovní pravici. Kromě toho byl přes 30 let obecním starostou a kromě toho také členem královéhradeckého okresního zastupitelstva, jehož delegátem byl při audienci u císaře Františka Josefa I. 11. října 1866. Patřil k nejpřednějším bojovníkům za zrušení roboty. Zároveň byl velmi vlastenecky zaměřen, mj. byl přítelem Karla Havlíčka Borovského či JUDr. Antonína Strobacha. Ve své obci byl také členem i funkcionářem všech tehdejších spolků. Za svoji činnost byl vyznamenán Zlatým záslužným křížem.
4. července 1884 vyhořel jeho statek. Škoda činila 2 000 zl., ale usedlost byla pojištěna částkou 2 200 zl. Zemřel 3. července 1891 ve věku 80 let na sešlost věkem. Pohřben byl 5. července téhož roku. Zůstala po něm vdova. Pozůstalým zaslali soustrastný list i čeští národní poslanci.